# Каталог-резоне
Катало́г-резоне́ (от фр. Catalogue raisonné) — научное исследование, включающее все известные произведения определённого художника. Каталог произведений искусства, который, помимо основных данных, описывает произведения, комментирует и критикует их.
Каталоги-резоне составляются независимыми от рынка художественных произведений искусствоведами и историками искусства.

## Принципы создания каталогов-резоне
Каталог-резоне отличается от выставочного каталога или книги тем, что в нём невозможно вольное или выборочное представление работ, поскольку каталог-резоне должен исчерпывающим образом освещать творческий путь автора.
В первую очередь каталоги-резоне составляются для ученых, предоставляя в их распоряжение заслуживающую доверие полную и исчерпывающую базу работ определенного художника. Создание каталога-резоне занимает долгие годы, а порой и десятилетия.
Репродукции работ в каталоге-резоне располагаются по хронологии, каждую работу сопровождает информация о размере, технике, участии в выставках, всех упоминаниях в научных монографиях и статьях, провенансе работы.

## Примеры каталогов-резоне
- Sugrobova-Roth O., Lingenauber E. Alexei Harlamoff catalogue raisonne. Алексей Харламов научный каталог. — Dusseldorf, 2007.[3]
- Живопись Роберта Фалька. Полный каталог произведений. — М.: КомпьютерПресс, 2006. — 872 с.[4]